# Мансуров, Бахруз Гахраман оглы
Бахруз Гахраман оглы Мансу́ров (азерб. Bəhruz Qəhrəman oğlu Mənsurov) — Национальный Герой Азербайджана, погиб во время мартовских событий.

## Биография
Бахруз Мансуров родился 13 марта 1975 года в селе Телавар Ярдымлинского района Азербайджана. В 1993 году поступил на факультет пограничных войск Бакинского высшего объединённого командного училища. В дальнейшем служил в армии, погиб во время событий 13-17 марта.

## Память
Указом Президента Азербайджанской Республики № 307 от 4 апреля 1995 года посмертно удостоен звания «Национальный Герой Азербайджана».
Похоронен в родном селе Телавар Ярдымлинского района.
Именем Бахруза Мансурова назван 16-й форпост Гёйтепинского погранотряда Госпогранслужбы.
Средняя школа, в которой учился Мансуров, была переименована в его честь.
Также его именем назван родниково-монументальный комплекс, расположенный в 16-м микрорайоне Сумгаита.

## Внешние ссылки
- Национальные герои Азербайджана
- Архивировано 24 января 2008 года. национальные герои